# Staatsbank des Russischen Reiches
Die Staatsbank des Russischen Reiches (russisch Государственный банк Российской Империи, Gossudarstwenny bank Rossijskoi Imperii) war die Zentralbank des Russischen Kaiserreichs von 1860 bis 1917. Sie gilt als Vorgänger der heutigen Zentralbank der Russischen Föderation Bank Rossii. 

## Geschichte
Die Staatsbank wurde am 31. Maijul. / 12. Juni 1860greg. gegründet. Sie entstand aus der Staatskommerzbank durch Ukas des Zaren Alexander II. Darin sind auch die Statuten der Bank festgelegt, nach denen die Bank im Staatsbesitz stand und ihren Zweck in kurzfristige Kreditvergaben an Handel und Gewerbe sah. 
Berühmt wurde auch die Filiale in Teheran für die Iranische Geschichte bzw. die Banque d’Escompte et des Prets de Perse. 
Vor und während der Revolutionen in Russland kam es mehrfach zu Banküberfällen durch linksgerichtete Revolutionäre, z. B. der Überfall auf die Bank von Tiflis 1907.
Anfang 1917 hatte die Staatsbank 11 Filialen (im Ausland), 133 permanente und 5 zeitweilige Büros und 42 Agenturen. Am 25. Oktoberjul. / 7. November 1917greg. wurde die Staatsbank aufgelöst. Nachfolger wurden bis 1922 die Volksbank der RSFSR danach die Gosbank der Sowjetunion (bis 1991). Nach der Auflösung der Sowjetunion 1991 wurde mit der Bank Rossii (d. h. Bank Russlands) eine neue Zentralbank der Russischen Föderation geschaffen.

## Gouverneure der Staatsbank
- 1860–1866: Alexander von Stieglitz
- 1866–1881: Jewgeni Lamanski (aktiv bis 1867)
- 1881–1889: Alexei Zimsen
- 1889–1894: Julii Schukowski
- 1894–1903: Eduard Pleske
- 1903–1909: Sergei Timaschew
- 1909–1912: Alexei Konschin
- 1912–1917: Iwan Schipow